# ترهاریس
ترهاریس (به انگلیسی: Treharris) یک شهرک در ولز است که در شهرستان مستقل مرثر تیدویل واقع شده‌است. ترهاریس ۶٬۳۵۶ نفر جمعیت دارد.